# Henderson (Motorradhersteller)

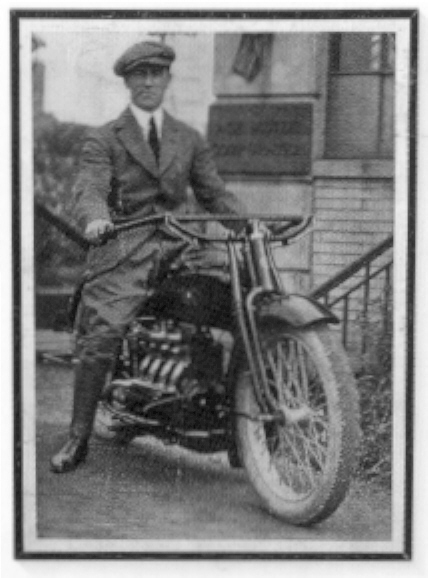
William G. Henderson auf einem seiner Produkte

Henderson war ein US-amerikanischer Motorradhersteller, der von 1911 bis 1931 großvolumige Motorräder produzierte.

## Historie
Die Henderson Motorcycle Company wurde 1911 von William G. Henderson und seinem älteren Bruder Thomas W. in Detroit (Michigan) gegründet. Im Januar 1918 wurde das Unternehmen von der Firma Excelsior Motor MFG. & Supply Co. übernommen, die dem Unternehmer Ignaz Schwinn gehörte und Motorräder mit V2-Motor unter der Marke Excelsior produzierte. Firmensitz war nunmehr Chicago (Illinois), wohin 1920 auch die Henderson-Produktion verlegt wurde. 1919 verließen Chef-Ingenieur William Henderson und sein Bruder Excelsior und gründete die ACE Motorcycle Company. Henderson kam am 11. Dezember 1922 bei einem Verkehrsunfall ums Leben. Im September 1931, offenbar als strategische Antwort auf die Weltwirtschaftskrise, stoppte Ignaz Schwinn trotz guter Verkaufszahlen die Motorradproduktion.

## Technik
Hauptmerkmal aller Henderson-Motorräder ist ein Vierzylinder-Viertakt-Reihenmotor mit längs zur Fahrtrichtung liegender Kurbelwelle. Die Fahrwerke bestehen durchweg aus Stahlrohrrahmen mit starrem Heck und Vorderradfederung. Modifizierte Henderson-Motoren wurden auch bei Flugzeugen des Typs Ace Baby Ace und des Typs Church Midwing JC-1 verbaut.

## Modelle

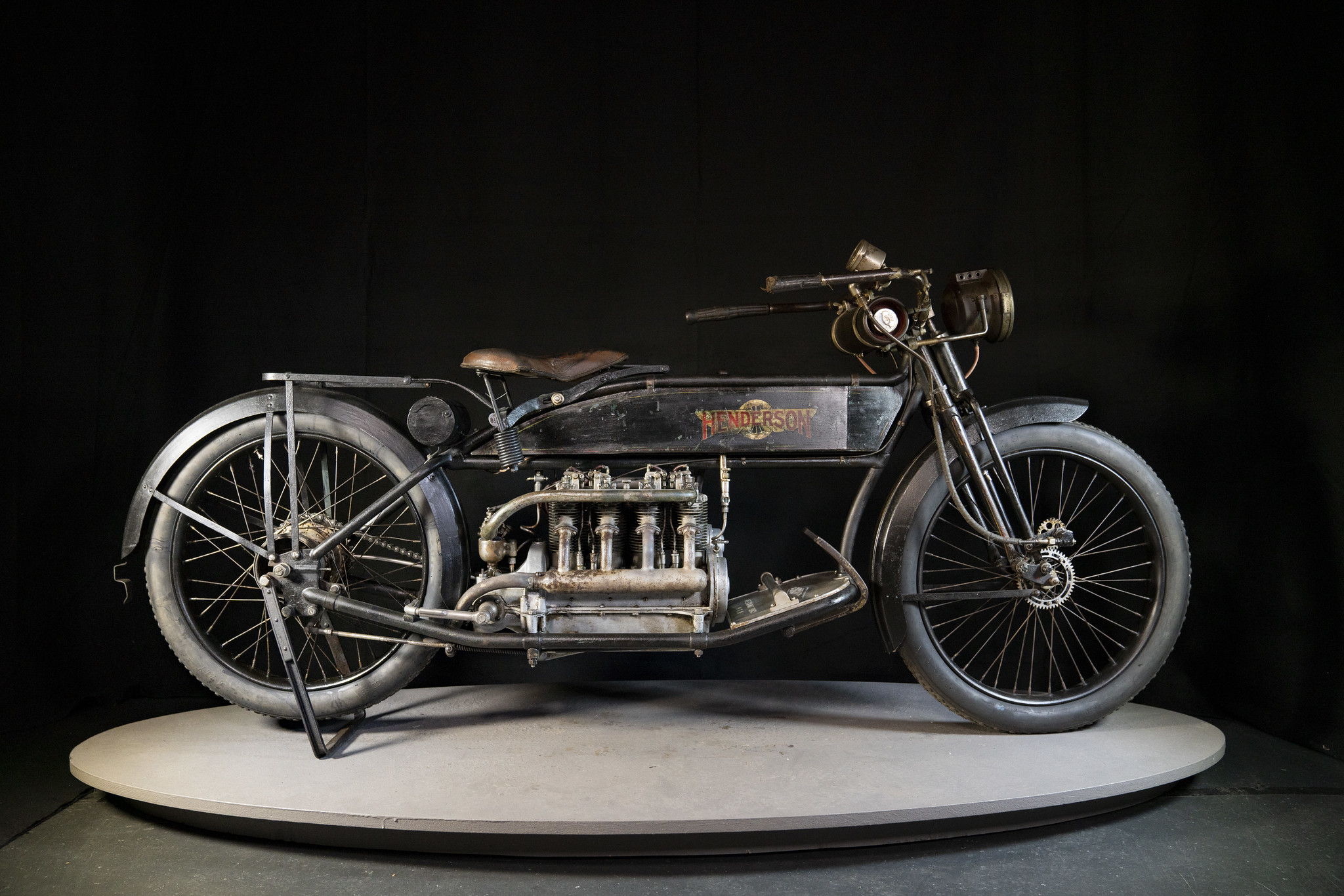
1914 Model C im Deutschen Zweirad- und NSU-Museum in Neckarsulm

### Henderson Four (Model A)
- Baujahr 1912
- 2-Gang-Getriebe
- ca. 57 cui (934 cm³) Hubraum
- ca. 8 PS Höchstleistung

### Henderson Model B bis G
- Baujahre 1913 bis 1917
- ab Model C mit 2-Gang-Getriebe
- ab Model G mit 3-Gang-Getriebe

### Henderson Model H
- Baujahr 1918
- ca. 67 cui (1.098 cm³) Hubraum

### Henderson Model Z / Z-2
- Baujahr 1919
- ca. 70 cui (1.147 cm³) Hubraum
- ca. 15 PS Höchstleistung

### Henderson Model K
- Baujahr 1920
- ca. 79,4 cui (1.303 cm³) Hubraum
- ca. 18 PS Höchstleistung

### Henderson De Luxe
- Baujahre 1922 bis 1928
- ca. 28 bis 35 PS Höchstleistung
- Getriebe mit Rückwärtsgang

### Henderson KJ „Streamline“
- Baujahre 1929 bis 1931
- ca. 40 PS Höchstleistung
- Getriebe: mechanisch 3-Gang
- Gewicht: 245 kg
- Höchstgeschwindigkeit: 161 km/h
- Hersteller: Henderson Motorrad Co. USA

### Henderson KL „Special“
- Baujahre 1930 bis 1931
- ca. 45 PS Höchstleistung

## Bildergalerie

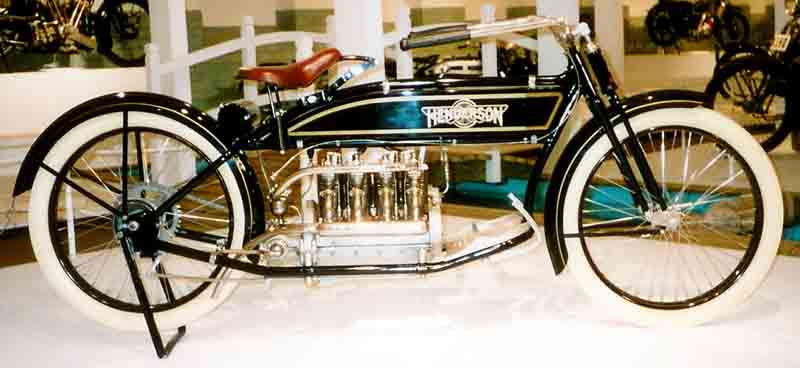
1915er Henderson
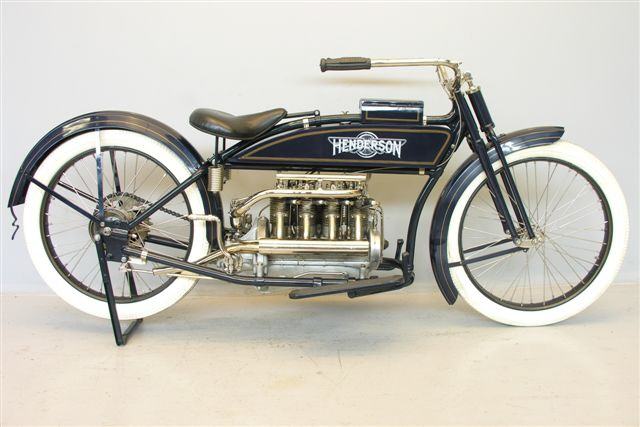
1916er Henderson Model F
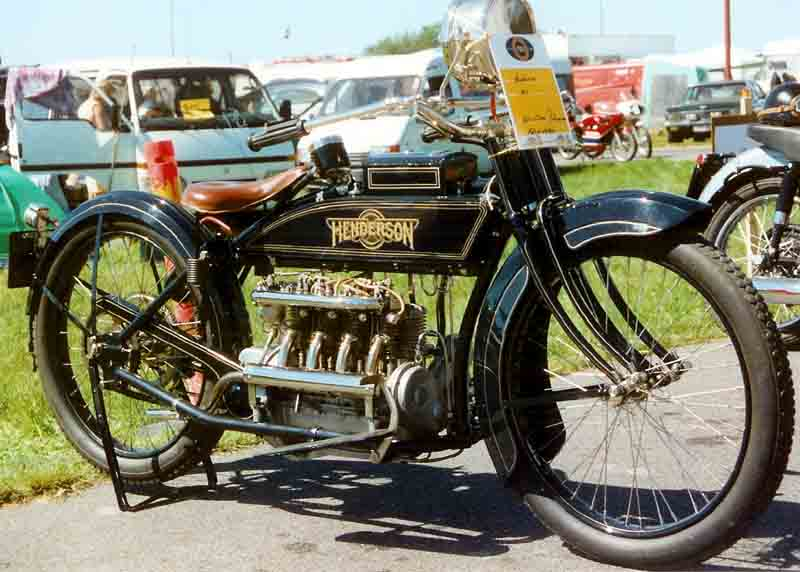
1917er Henderson
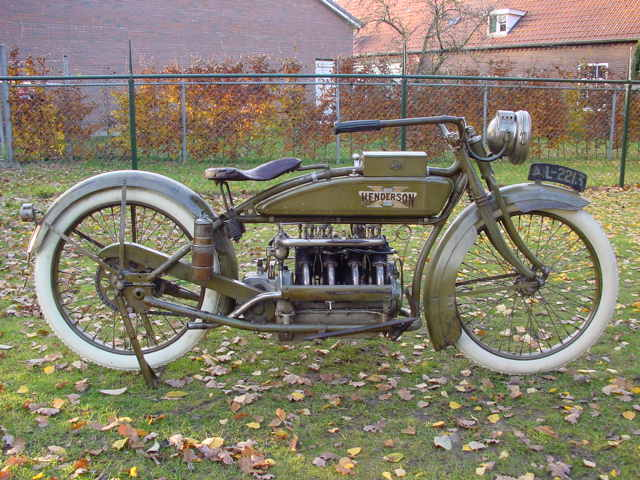
Henderson Model Z
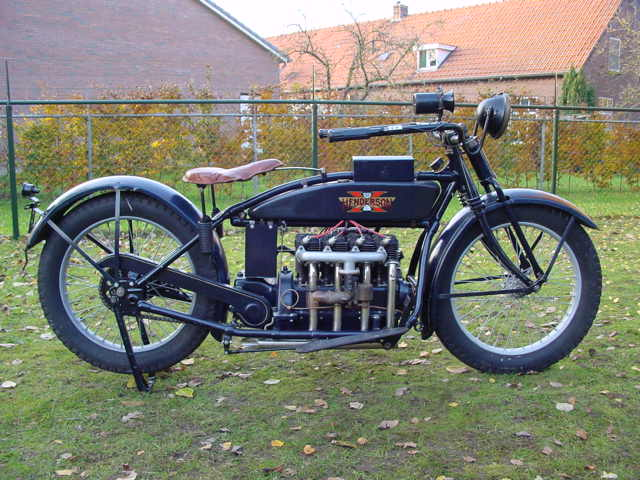
1922er Henderson De Luxe
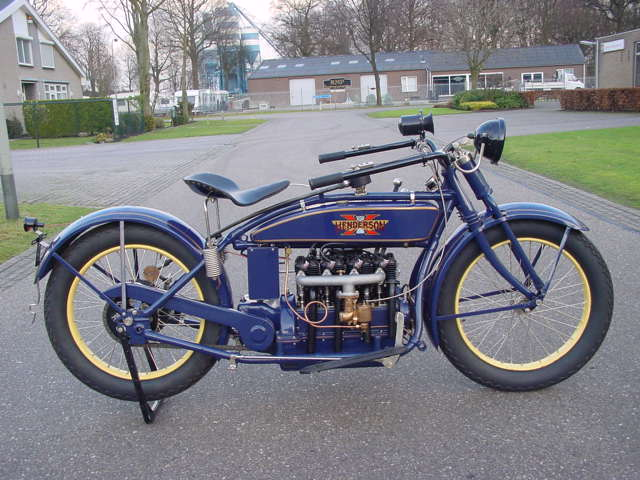
1923er Henderson De Luxe
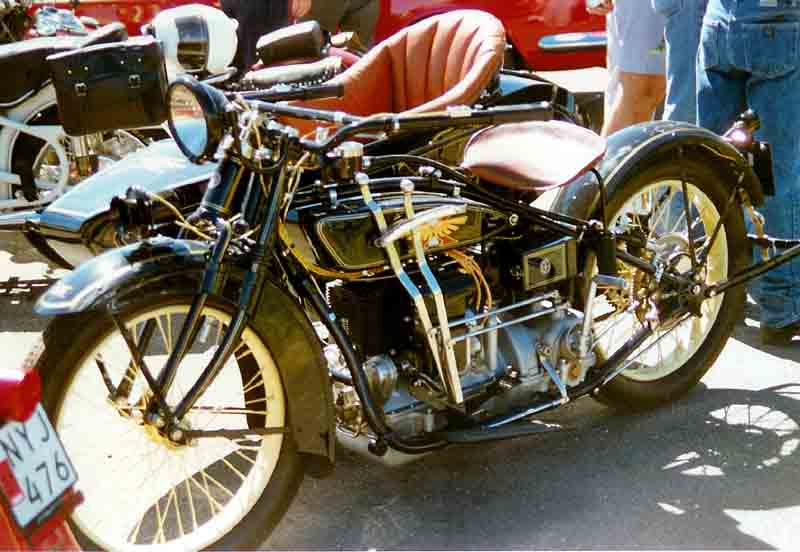
1927er Henderson De Luxe Gespann
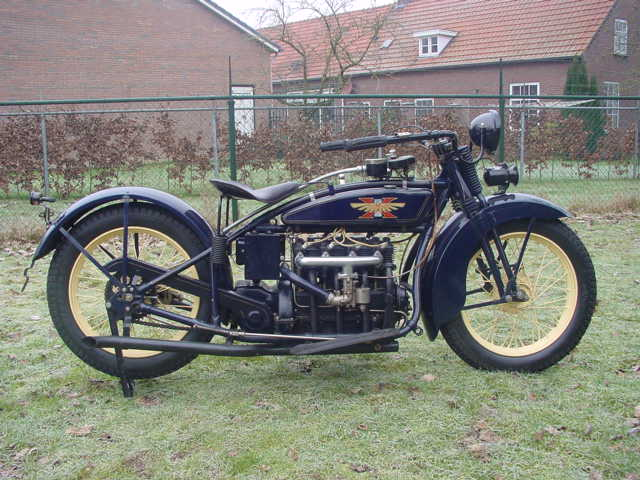
1928er Henderson De Luxe
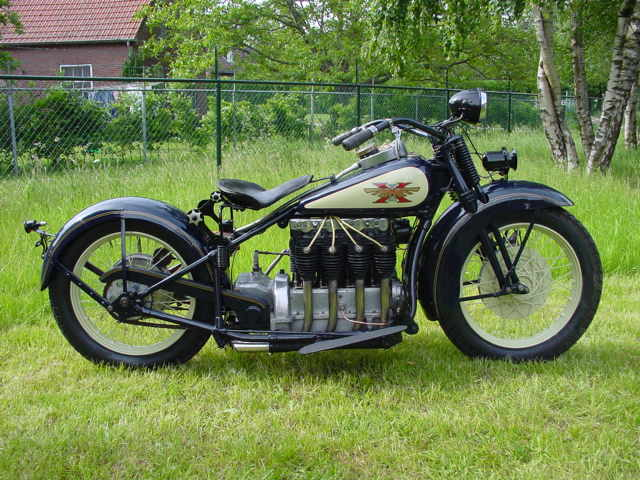
1929er Henderson KJ Streamline
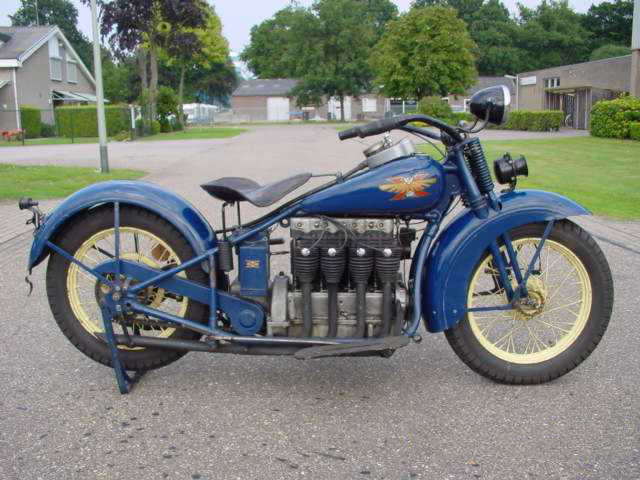
1930er Henderson KJ Streamline
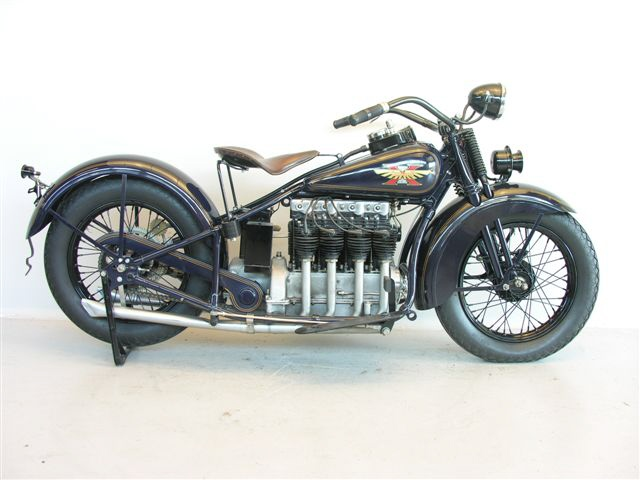
1931er Henderson KJ Streamline